# Переяславська 3-тя сотня
Третя Переяславська сотня — адміністративно-територіальна та військова одиниця Переяславського полку у добу Гетьманщини.

## Історія
Сформувалася влітку 1648 року як військовий підрозділ Переяславського полку. Юридично закріплена у ньому в кількості 226 козаків Зборівським реєстром 16 жовтня 1649 року. Протягом 1649—1672 pp. у складі Переяславського полку.
В ході адміністративної реформи Лівобережної України у 1672 року гетьман Іван Самойлович розформував третю Переяславську сотню між суміжними і сусідніми підрозділами полку.
У 1755 (за ін. даними у 1764 ) році гетьман Кирило Розумовський відновив третю Переяславську сотню. Протягом 1755—1782 років у Переяславському полку.
Станом на 1781 рік до третьополкової Переяславської сотні входили села Пристроми, Борщів, Строкова, Студеники, Леляки, Козлів, Велика Каратуль, Вовчків, Гланишів, Чирське. Сотенне правління перебувало в Переяславі.
Ліквідована в 1782 році, територія увійшла до Переяславського повіту Київського намісництва.

## Сотенний устрій

### Сотники
- Коваленко Іван (1649)
- Словик Богдан (1654)
- Щербина Іван (1669)
- Киселівський Федір Іванович (1755—1765)
- Тимофеев Іван (1772—1773)
- Базилевич Іван Леонтійович (1774—1782)

### Писарі
- Зенович Іван (1762—1763)
- Нестеровський Василь (1766—1768)
- Антипенко Кирило (1770—1782).

### Осавули
- Інін Тихон (1763)
- Онищенко Іван (1765)
- Тимофеев Гнат (1767—1782).

### Хорунжі
- Бобровник Іван (1769—1774)
- Арабський Андрій (1774—1782).

### Сотенні отамани
- Тихонов Пантелеймон (1757—1764)
- Сибілевич Леонтій (1762—1767)
- Гоярин Іван Матвійович (1769—1782).

## Статистичний опис третьої Переяславської сотні
За описом Київського намісництва 1781 року наявні такі дані про кількість сіл та населення третьої Переяславської сотні напередодні ліквідації:
| Села, селища, хутори Третьої Переяславської сотні | Дворян і шляхетства | Різночинців | Духовенства | Церковників | Греків | Хат              | Хат                   | Хат   | Хат                                        | Хат                                                           | Всього | Всього                             |
| ------------------------------------------------- | ------------------- | ----------- | ----------- | ----------- | ------ | ---------------- | --------------------- | ----- | ------------------------------------------ | ------------------------------------------------------------- | ------ | ---------------------------------- |
| Села, селища, хутори Третьої Переяславської сотні | Дворян і шляхетства | Різночинців | Духовенства | Церковників | Греків | козаків виборних | козаків підпомічників | міщан | посполитих коронних, в тому числі рангових | посполитих власницьких, різночинських і козацьких підсусідків | хат    | за останньою 1764 року ревізії душ |
| село Пристроми                                    | 2                   | 1           | 1           | 1           | —      | 43               | 34                    | —     | —                                          | 32                                                            | 109    | —                                  |
| село Борщів                                       | —                   | —           | 1           | —           | —      | 6                | 27                    | —     | —                                          | 6                                                             | 39     | —                                  |
| село Строкова                                     | 1                   | 3           | 1           | 1           | —      | 41               | 39                    | —     | —                                          | 29                                                            | 109    | —                                  |
| село Студеники                                    | 4                   | 3           | 1           | 1           | —      | 66               | 27                    | —     | —                                          | 64                                                            | 157    | —                                  |
| селище Леляки                                     | —                   | 1           | —           | —           | —      | 45               | 40                    | —     | —                                          | 19                                                            | 104    | —                                  |
| село Козлів                                       | —                   | —           | 1           | 1           | —      | 119              | 71                    | —     | —                                          | 34                                                            | 224    | —                                  |
| село Велика Каратуль                              | 3                   | 3           | 1           | 1           | —      | 110              | 43                    | —     | —                                          | 39                                                            | 202    | —                                  |
| село Вовчків                                      | —                   | —           | 1           | 1           | —      | 11               | 9                     | —     | 33                                         | 9                                                             | 62     | —                                  |
| селище Гланишів                                   | —                   | 2           | —           | —           | —      | 16               | 23                    | —     | 1                                          | 15                                                            | 55     | —                                  |
| селище Чирське                                    | —                   | —           | —           | —           | —      | —                | —                     | —     | —                                          | 9                                                             | 9      | —                                  |
| хутір Дубова Шия                                  | —                   | —           | —           | —           | —      | —                | —                     | —     | —                                          | 3                                                             | 3      | —                                  |
| хутір полковника Іваненка                         | —                   | —           | —           | —           | —      | —                | —                     | —     | —                                          | 3                                                             | 3      | —                                  |
| хутір капітана Василевського з братом             | —                   | —           | —           | —           | —      | —                | —                     | —     | —                                          | 19                                                            | 19     | —                                  |
| хутір спадкоємців бунчукового товариша Іваненка   | —                   | —           | —           | —           | —      | —                | —                     | —     | —                                          | 1                                                             | 1      | —                                  |
| Всього у сотні третьополковій                     | 11                  | 14          | 7           | 6           | —      | 457              | 313                   | —     | 34                                         | 292                                                           | 1096   | 2360                               |